# Рудинский, Александр Сергеевич
Алекса́ндр Сергеевич Руди́нский (укр. Олександр Сергійович Рудинський; род. 23 июля 1996, Николаев) — украинский актер театра и кино. Заслуженный артист Украины (2025).

## Биография
Родился 23 июля 1996 года в городе Николаеве.
После окончания учебы в школе, в 2014 году, поступил в Киевский национальный университет театра, кино и телевидения имени И. К. Карпенко-Карого на специальность «Актерское искусство драматического театра и кино» (мастерская Дмитрия Богомазова).
После окончания университета, в 2018 году, Александр становится частью труппы Национального драматического театра им. Ивана Франко.
Одной из первых работ на больших экранах для актера стала роль в фильме «11 детей из Моршина» режиссера Аркадия Непиталюка.
В 2019 году сыграл главную роль в телесериале «Первые ласточки» на «Новом канале», благодаря которой, в том числе и получил популярность.
Снялся в главной роли в канадском короткометражном фильме «Прощай, Головин», который впоследствии получил премию «Лучший короткометражный фильм» на Одесском международном кинофестивале в 2020 году.
В 2024 году сыграл в сериале Джоржа Клуни «Агентство», сериале от Netflix «Декамерон» и в главной роли короткометражного фильма о российско-украинской войне, удостоенном премии BAFTA «Камень, ножницы, бумага».

## Фильмография
| Год  |   | Название                      | Роль                     |
| ---- | - | ----------------------------- | ------------------------ |
| 2016 | с | Дежурный врач                 | Имя персонажа не указано |
| 2016 | с | Село на миллион               | Имя персонажа не указано |
| 2016 | с | Закон Пеликана                | Имя персонажа не указано |
| 2017 | с | Все ёще будет                 | Имя персонажа не указано |
| 2017 | с | Неисправимые                  | Имя персонажа не указано |
| 2018 | с | По законам военного времени 2 | Дежурный в прокуратуре   |
| 2018 | с | Затемнение                    | Имя персонажа не указано |
| 2018 | ф | Благородные бродяги           | Скворцов                 |
| 2019 | ф | 11 детей с Моршина            | Гуцул                    |
| 2019 | с | Подорожники                   | Пётр                     |
| 2019 | с | Первые ласточки               | Ник Маслов               |
| 2021 | с | Первые ласточки: Зависимые    | Лёша Сметанин            |
| 2021 | с | Словяне                       | Зубатый                  |
| 2021 | ф | Бурштыновые копы              | Юрко                     |
| 2022 | ф | Носорог                       | Рыжий                    |
| 2022 | ф | Лучшие выходные               | Саня                     |
| 2022 | с | Джанго                        | Спенсер Форрест          |
| 2023 | с | Первые дни                    | Макс                     |
| 2023 | с | Звязь                         | Саня                     |
| 2023 | с | Голова                        | Санёк Булава             |
| 2023 | с | Декамерон                     | Одноглазый бандит        |
| 2024 | с | Агентство                     | Александр Бутенко        |
| 2024 | ф | Две сестры                    | Саша                     |

### Съёмки в клипах
- OTOY — «Пасма» (2025)[7]